# 원자 궤도 함수 선형 결합
양자화학에서 원자 궤도 함수 선형 결합(原子軌道函數線型結合, linear combination of atomic orbitals, 약자 LCAO)은 분자 궤도를 원자 궤도 함수의 선형결합으로 나타내는 방법이다. 양자역학에서 원자의 전자배치는 파동함수로 표현된다. 수학적으로 생각해볼 때, 이 파동함수들은 주어진 원자의 전자를 묘사하는 기저함수이다. 원자의 오비탈은 수학적으로 생각할 때 complete basis를 이루기 때문에, 모든 함수를 원자 오비탈의 선형결합으로 표현할 수 있다. 화학반응에서 궤도 함수들은 화학결합을 하고 있는 원자들의 종류에 따라 전자구름 모양이 바뀌는 식으로, 바뀌게 된다. LCAO를 근사법이라고 생각하는 사람들이 많으나, LCAO 수학적으로 볼 때 정당하며, 무한합이 불가능하기 때문에 이를 근사하여 사용하는 것이다.

## 역사
존 레너드존스(John Edward Lennard-Jones)가 1929년 일주기 이원자분자의 결합을 서술, 소개했으나 이미 라이너스 폴링이 H2+에 사용했었다.

## 전개
수학적으로 다음과 같이 묘사된다.
{\displaystyle \ \phi _{i}=c_{1i}\chi _{1}+c_{2i}\chi _{2}+c_{3i}\chi _{3}+\cdots +c_{ni}\chi _{n}}
혹은
{\displaystyle \ \phi _{i}=\sum _{r}c_{ri}\chi _{r}}

## 같이 보기
- 하트리-폭 방법
- 밀접 결합 근사